# Obergimpern
Obergimpern ist ein Dorf im Landkreis Heilbronn, das seit dem 1. Januar 1972 zur Stadt Bad Rappenau gehört.

## Geographie
Obergimpern liegt etwa fünf Kilometer nordwestlich von Bad Rappenau in der Hügellandschaft des Kraichgau im Quellgebiet des Krebsbachs, der weiter nordwestlich in den Schwarzbach, einen Zufluss der Elsenz mündet.

## Geschichte

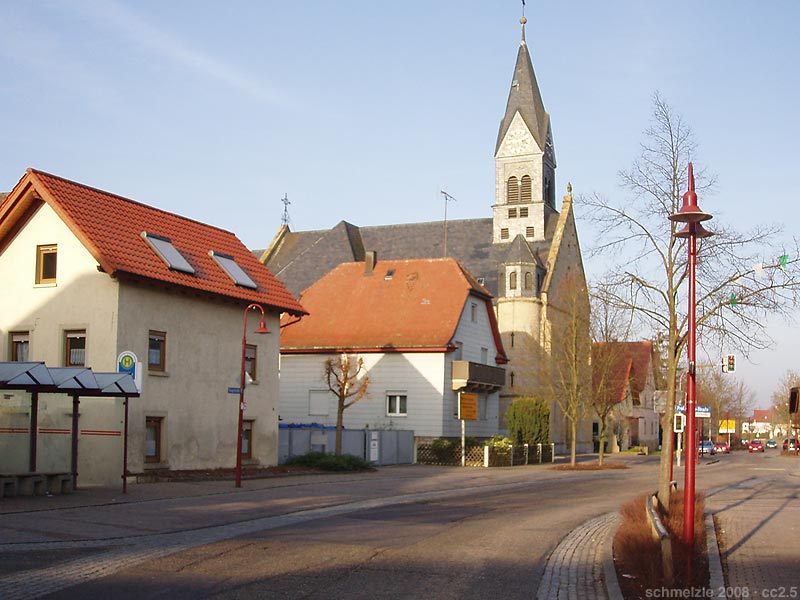
Hauptstraße von Obergimpern mit der katholischen Kirche

Wie einige andere Stadtteile von Bad Rappenau lag Obergimpern zur Römerzeit im damals dicht bewaldeten Versorgungsgebiet der römischen Kastelle des Neckar-Odenwald-Limes. Im Tal des Krebsbachs befand sich ein römischer Wirtschaftshof (Villa rustica), dessen Reste auf dem Schlossfeld gefunden wurden. Der genaue Ursprung der heutigen Besiedlung Obergimperns ist unbekannt. Aus alemannisch-fränkischer Zeit sind keine Funde nachgewiesen, so dass man deswegen und aufgrund des Ortsnamens davon ausgeht, dass das heutige Obergimpern zwischen dem 8. und 11. Jahrhundert gegründet wurde. Vermutlich um 1200 entstand eine 1368 beurkundete Wasserburg im Burggarten, bei deren Bau Materialien der römischen Ruine verwendet wurden. Die Wasserburg wurde bereits früh aufgegeben, als Herrensitz oder Pächterwohnung diente danach das südöstlich der einstigen Burg auf einer Anhöhe befindliche Verwaltergebäude, das heutige Schloss Obergimpern. Von der Wasserburg waren bereits im 18. Jahrhundert nur noch trapezförmige Gräben und im 19. Jahrhundert nichts mehr vorhanden.
Der Ort wurde erstmals 1355 in einer Urkunde als Hof zu der oberen Guntbure erwähnt. Der Name könnte einen Hof (althochdeutsch: bur) des Gunto (Günther) bezeichnen oder das Lehen (gunt) eines Bauern (bure), könnte sich aber auch auf das keltische Wort cumb (Hochtal) beziehen und die geografische Lage beschreiben. Neben der oberen Guntbure gab es auch noch die drei Kilometer bachabwärts gelegene niedere Guntbure, das heutige Untergimpern (Ortsteil von Neckarbischofsheim). Aus dem Namensbestandteil Guntbure wurde im Lauf der Zeit Gumpern, schließlich Gimpern.
Als früheste Grundherren sind die Edelknechte von Fürfeld 1355 nachgewiesen, die den Hof damals an einen Heinrich Östring, Bürger aus Sinsheim, verpfändet hatten. Wenig später wechselte der Besitz zu den Herren von Strahlenberg, die den Hof 1368 an Pfalzgraf Ruprecht I. verkauften, der wiederum drei Viertel des Besitzes den Herren von Helmstatt zu Lehen gab, deren Obergimperner Linie dann über 300 Jahre lang dort ansässig war. Das restliche Viertel war seit 1359 bei den Herren von Hirschhorn. Die Pfarrkirche St. Cyriak wurde 1496 erstmals erwähnt, hatte eine Filialkapelle in Babstadt und wurde 1527 im Zuge der Reformation in der Kurpfalz lutherisch.

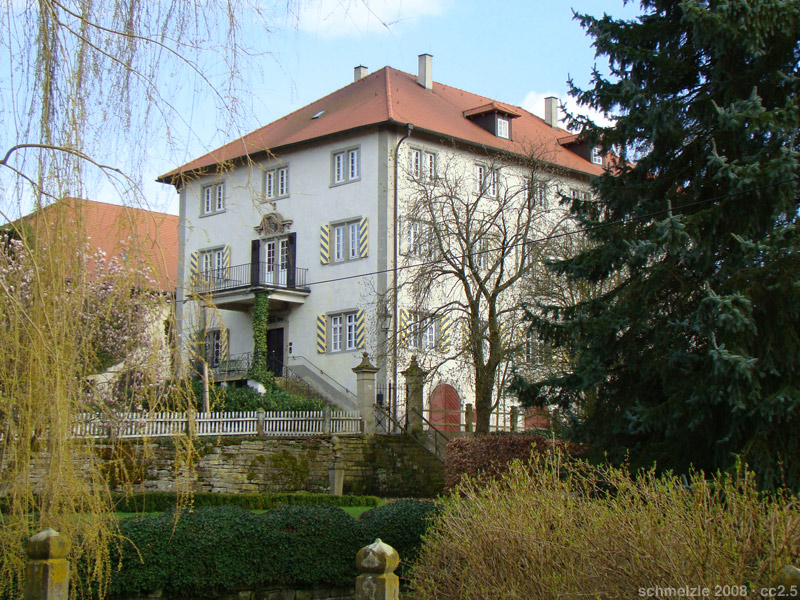
Schloss Obergimpern

Nach dem Aussterben der Helmstätter Seitenlinie im Jahr 1685 kam deren Hauptanteil am Ort mit weiteren Gütern in Untergimpern und Wagenbach 1690 an die Freiherren von Yrsch. Das Viertel der 1632 ausgestorbenen von Hirschhorn wurde von der Kurpfalz 1696 an Freiherr Franz Melchior von Wiser vergeben. Die katholischen Yrsch betrieben eine Rekatholisierung des Ortes und führten 1690 in der Pfarrkirche deren Simultangebrauch für beide Konfessionen ein, worauf der Filialverband mit Babstadt endete. 1711 vertrieben sie den protestantischen Pfarrer Spiess aus dem Pfarrhaus und setzten einen katholischen Pfarrer ein. Die katholische Pfarrei war allerdings auch noch Mutterkirche der Filiale in Untergimpern, so dass die Kirche im Simultangebrauch bald zu klein wurde. 1764 wurde die alte Kapelle abgerissen und an ihrer Stelle eine größere, dem hl. Nepomuk geweihte Kirche errichtet, für die seit 1712 gesammelt worden war. Auch der Neubau wurde weiterhin simultan gebraucht.
Freiherr Johann Carl von Yrsch (1695–1766) lebte in Mannheim, ließ aber ab 1740 auf dem Eulenberg bei Obergimpern ein Hofgut errichten. Bei der Aufteilung seines Besitzes an seine Söhne im Jahr 1762 erhielt Bernhard (1727–1778) den Hof Eulenberg, während der Ort mit dem Amtmannssitz an Johann Nepomuk von Yrsch (1736–1811) kam. Dieser veranlasste nach dem Neubau der benachbarten Kirche in den Jahren 1765/66 eine bedeutende Vergrößerung des Schlosses.
1793 kam es zu einem Streit zwischen den Grafen von Wiser und den Grafen von Yrsch bezüglich der Gerichtsbarkeit in Ober- und Untergimpern. Der Streit zog sich hin und wurde letztlich nicht mehr geschlichtet, da nach Auflösung der Kurpfalz 1803 die bisherigen grundherrlichen Rechte aufgehoben wurden, der Ort unter fürstlich Leiningensche Herrschaft kam und 1806 badisch wurde. Um 1825 hatte der rein landwirtschaftlich geprägte Ort Obergimpern rund 1100 Einwohner. Durch Landflucht und Auswanderung sank die Einwohnerzahl bis 1900 auf rund 950 Personen. 1904 errichtete die katholische Gemeinde eine eigene, dem hl. Cyriak geweihte Kirche in der Ortsmitte.

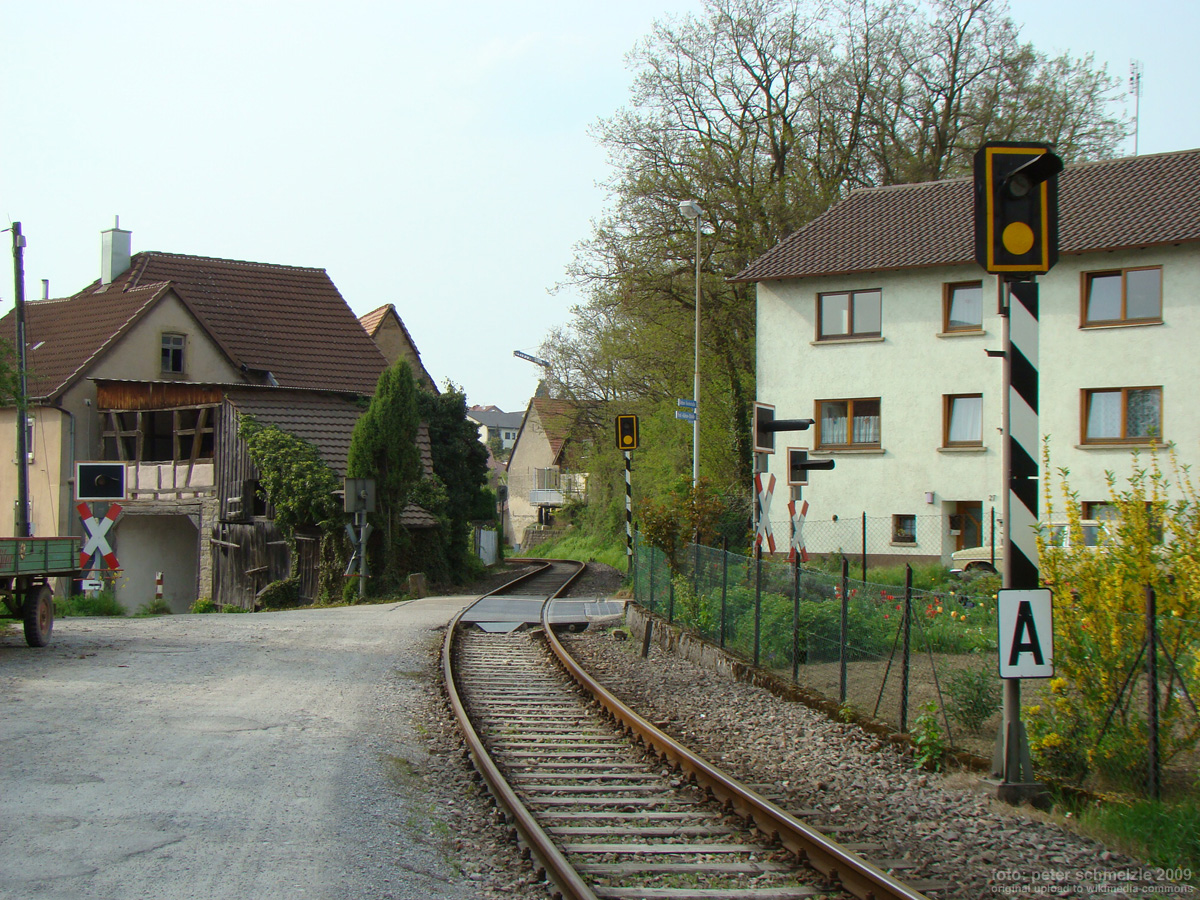
Krebsbachtalbahn in Obergimpern

In den letzten Jahrzehnten des 19. Jahrhunderts begann der intensive Abbau von Kalkstein in den nahegelegenen bereits bestehenden Steinbrüchen. Der so gewonnene Rohstoff konnte mit der inzwischen entstandenen Krebsbachtalbahn abtransportiert werden. 1937 errichteten die Gebrüder Flürebrock ein Zementwerk beim Eulenbergerhof. Das Deutsche Reich erwarb 1939 einen großen Teil des Gemeindewaldes und errichtete darin sowie in einem Teil des Siegelsbacher Waldes das Munitionswerk Obergimpern-Siegelsbach mit zahlreichen Hallen und Bunkern. Aufgrund dieser Anlage wurde Obergimpern im Frühjahr 1945 mehrfach Ziel feindlicher Luftangriffe. Im März 1945 wurden die Anlagen beim Rückzug der deutschen Truppen teilweise gesprengt. Am 13. April 1946 musste der Ort wegen eines Waldbrandes nahe übriggebliebenen Munitionsbunkern kurzfristig geräumt werden.
1939 wurden 949 Einwohner gezählt, Ende 1945 waren es 1093. Durch die Aufnahme von knapp 350 Heimatvertriebenen wuchs die Einwohnerzahl nach dem Zweiten Weltkrieg weiter an, weswegen man neue Wohnflächen, wie die Schloßfeldsiedlung (1950), Kuhnberg (1960) und Klause (1970), errichten ließ. Bei der Eingemeindung nach Bad Rappenau am 1. Januar 1972 hatte Obergimpern 1370 Einwohner. Ende 2021 hatte der Ort 1809 Einwohner.

### Jüdische Gemeinde
Seit dem späten 16. Jahrhundert sind vereinzelte Juden in Obergimpern nachgewiesen. Ab der Mitte des 18. Jahrhunderts bestand eine jüdische Gemeinde in Obergimpern. 1810 wurde eine bescheidene Synagoge errichtet, die bei judenfeindlichen Ausschreitungen im Oktober 1830 beschädigt wurde. Bis 1832 kam es wiederholt zu Ausschreitungen, deren Auslöser zumeist Forderungen nach Gleichbehandlung bei der Bürgerholzgabe waren. Die höchste Mitgliederzahl der jüdischen Gemeinde betrug um 1840 etwa 110 Personen. 1882 wurde die Synagoge umfassend renoviert. Durch Ab- und Auswanderung ging die Anzahl jüdischer Einwohner bis 1925 auf 25 Personen zurück, bis 1933 auf 17, von denen bei der anschließenden Verfolgung mindestens vier ums Leben kamen. Bereits um 1930 war es oft nicht mehr möglich, den für einen Gottesdienst nötigen Minjan zusammenzubringen, so dass die Synagoge noch vor 1938 an die katholische Kirche verkauft wurde, die das Gebäude bis nach dem Zweiten Weltkrieg für die Gemeindearbeit nutzte. Nach 1962 wurde das Gebäude wegen Baufälligkeit abgerissen und das Grundstück zwischen den umliegenden Grundstücken aufgeteilt.

## Tradition
„Obergimperner Briggehossler“ - Vor der Verdohlung des Krebsbaches gab es in Obergimpern drei Brücken über das Wasser. Sie waren ein beliebter Aufenthaltsort der Dorfjugend. Viele setzten sich auf das Geländer und „hosselten“ darauf herum, während sie sich unterhielten. Dabei machte so mancher mit dem nassen Element Bekanntschaft. Dasselbe passierte, wenn ein Auswärtiger ein „Gimperner Mädchen“ heiraten wollte. Diese „Prüfung“ wurde als notwendig angesehen, wenn man in die Dorfgemeinschaft aufgenommen werden wollte.

## Wappen
Die Blasonierung lautet: In Silber auf schwarzem Boden ein Laubbaum mit schwarzem Stamm und grüner Blätterkrone.

## Sehenswürdigkeiten

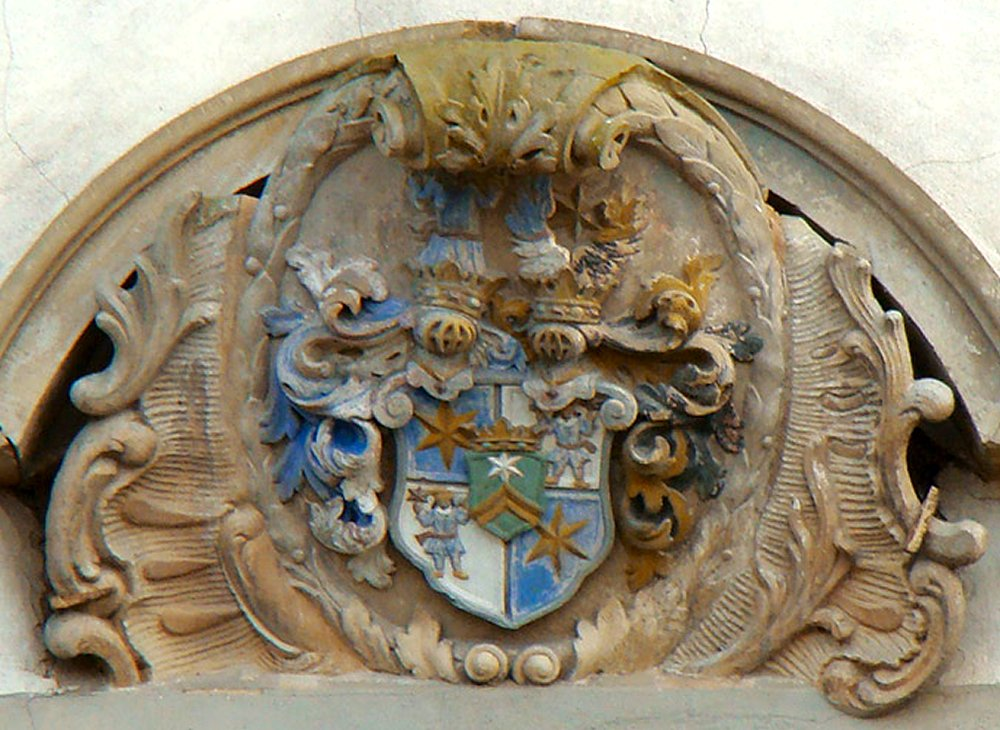
Wappenstein am Schloss Obergimpern

- Das Schloss Obergimpern geht auf den einstigen Wirtschaftshof der abgegangenen Wasserburg zurück, wurde 1765/66 vergrößert, in den 1860er Jahren im Stil des Klassizismus umgebaut und erhielt seine heutige Gestalt durch Umbau des Dachstuhls in den 1960er Jahren.
- Die Evangelische Kirche beim Schloss wurde an der Stelle einer älteren Kapelle im Jahr 1764 erbaut. Bis zum Bau der katholischen Kirche diente die Kirche als Simultankirche.
- Die katholische Pfarrkirche St. Cyriak wurde 1904 nach Plänen von Ludwig Maier im Stil des Historismus an der Hauptstraße erbaut. Die Kirche hat weitgehend ihre ursprüngliche Innenausstattung mit Kanzel, Nebenaltar, bemalter eingezogener Holzdecke und bemalter Empore. Vor der Kirche ist eine Nepomukstatue aufgestellt.
- Rathaus
- Westlich von Obergimpern liegt die Talmühle, weiter westlich liegt auf einer Anhöhe über dem Krebsbachtal der ab 1740 errichtete Eulenberger Hof.

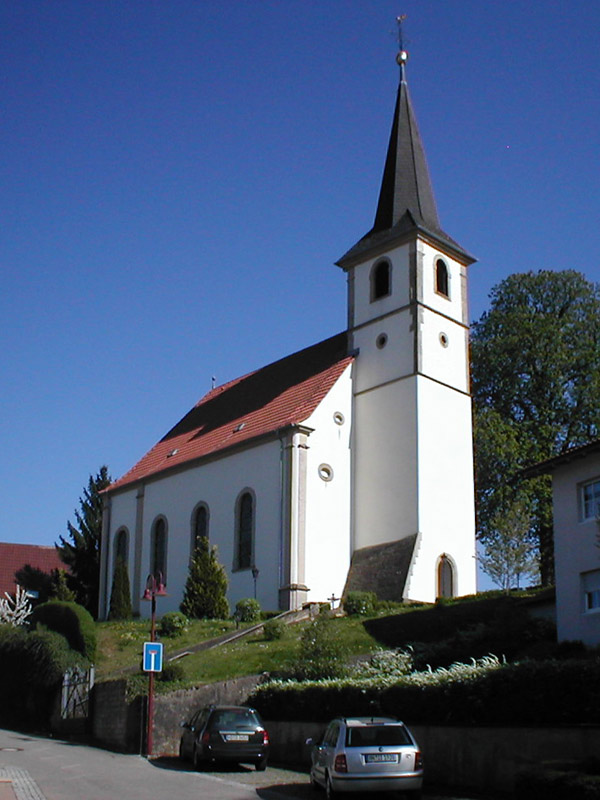
Ev. Kirche von 1764
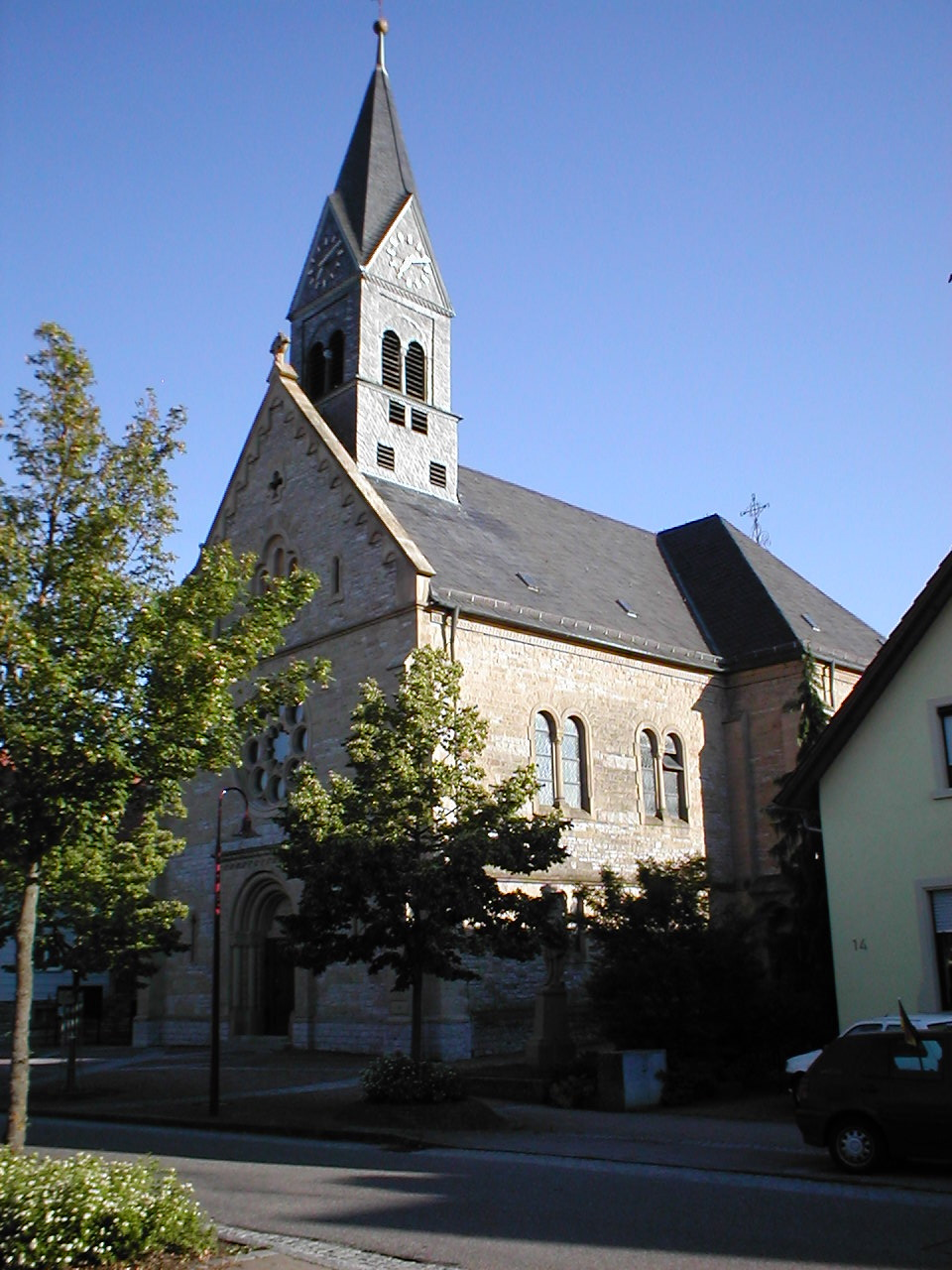
Kath. Kirche St. Cyriak von 1904
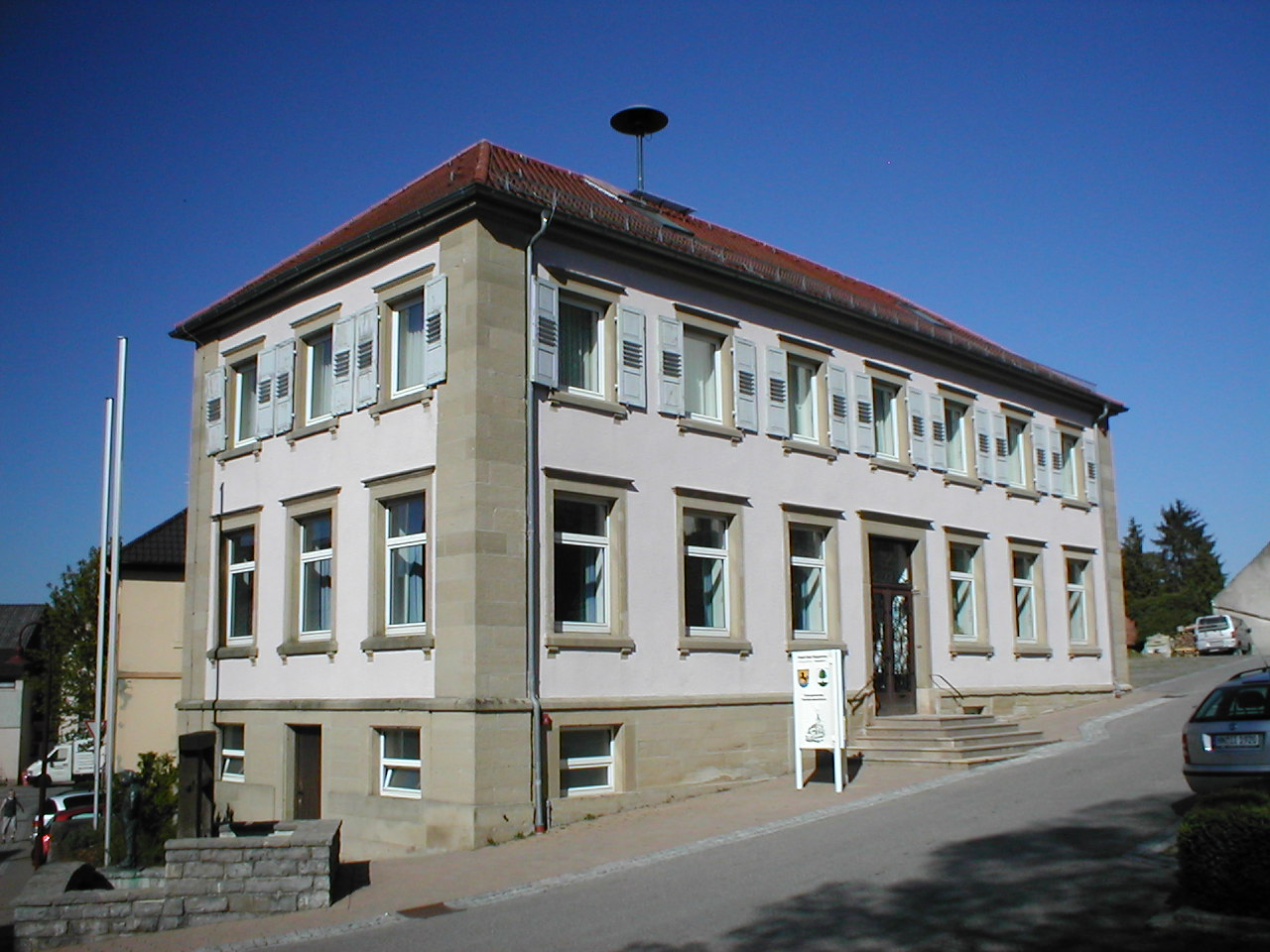
Rathaus
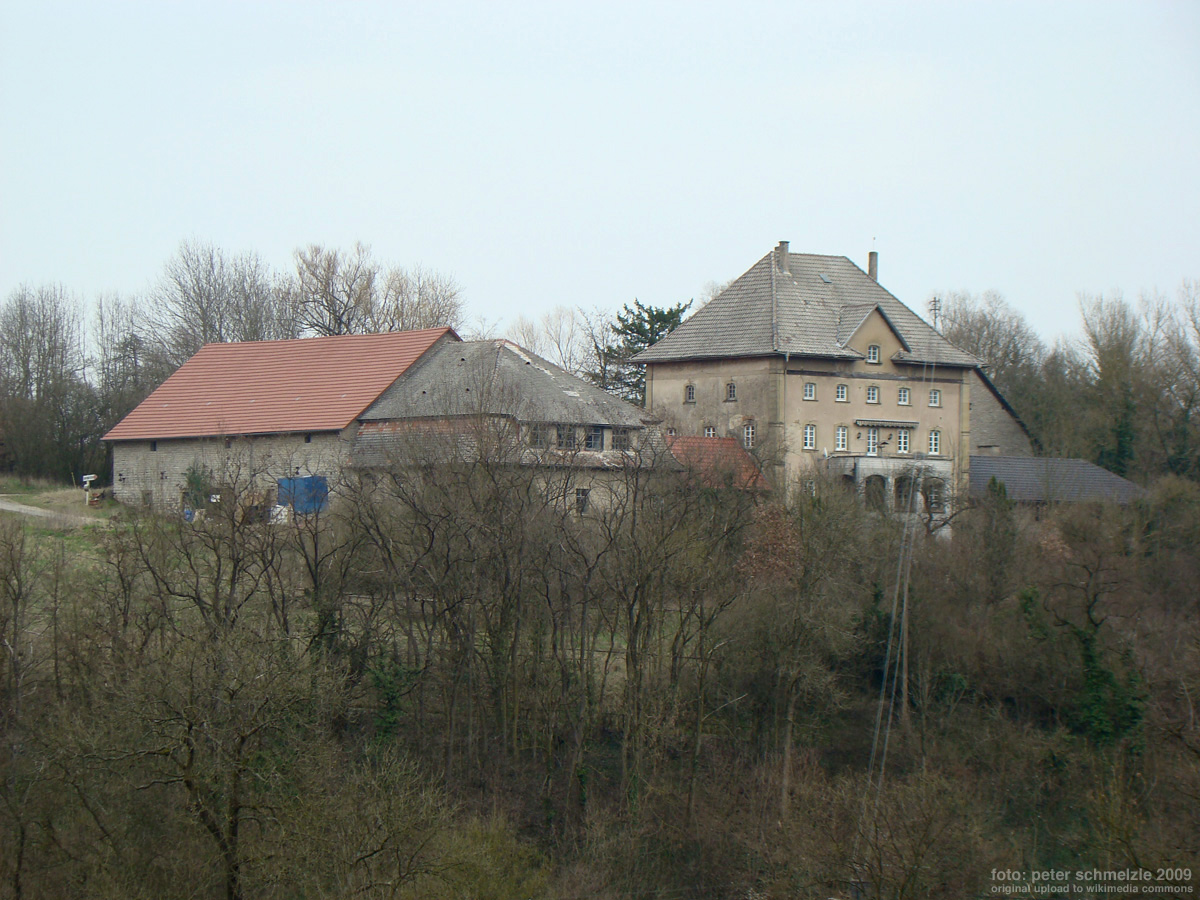
Eulenberger Hof